# لمس (ترانه)
«لمس» (انگلیسی: Touch) آهنگی از گروه دخترانه بریتانیایی لیتل میکس است. این آهنگ ابتدا به‌عنوان یک تک‌آهنگ تبلیغاتی منتشر شد و سپس به‌عنوان دومین تک‌آهنگ از چهارمین آلبوم استودیویی گروه روزهای شکوه (۲۰۱۶) اعلام شد. ریمیکس این آهنگ با حضور خواننده رپ آمریکایی، کید اینک، در انتشار مجدد آلبوم، روزهای شکوه: نسخه پلاتینیوم نمایش داده شده است.